# Cantacorbs (Montblanc)
Cantacorbs és una serra situada al municipi de Montblanc, a la comarca de la Conca de Barberà, amb una elevació màxima de 1.023 metres.